# Grover Washington Jr.
Grover Washington, Jr., född 12 december 1943 i Buffalo, New York, död 17 december 1999 på Manhattan i New York, var en amerikansk saxofonist. Han spelade en blandning av jazz och soulmusik som brukar klassas som smooth jazz. Washington fick sin första saxofon av sin far när han var åtta år gammal. Han påbörjade sin professionella musikkarriär i slutet av 1960-talet. Han fick chansen att spela in sitt debutalbum på Kudu Records när saxofonisten Hank Crawford inte kunde medverka på en planerad inspelning och Washington fick ta hans plats istället. Hans fjärde album Mister Magic blev en kommersiell framgång i USA där det nådde #10 på Billboard 200-listan. Även det efterföljande albumet Feels So Good nådde samma placering. Sin största framgång fick han 1980 med albumet Winelight och låten "Just the Two of Us" där Bill Withers medverkade på sång. Låten tilldelades senare en Grammy för bästa R&B-låt. Han fortsatte spela in musik på 1980 och 1990-talet men utan större kommersiell framgång. Washington avled till följderna av en hjärtattack 1999.

## Diskografi, album, urval
- Inner City Blues, 1971
- Soul Box, 1973
- Mister Magic, 1974
- Feels So Good, 1975
- A Secret Place, 1976
- Winelight, 1980